# Club Deportivo Promete
El Club Deportivo Promete fue un club de baloncesto femenino español, de la ciudad de Logroño, en La Rioja. El club existió desde 2013 hasta 2022, llegando a competir en la máxima categoría del baloncesto femenino en España en siete temporadas: 2014-15, 2015-16, 2016-17, 2017-18, 2019-20, 2020-21 y 2021-22.

## Historia
El club nace en el año 2013 con el nombre de Campus Promete tras la cesión de los derechos deportivos del Club Baloncesto Las Gaunas, que había sido fundado en 1992 por la Asociación de Padres de Alumnos del Colegio Público Las Gaunas. El Club Baloncesto Las Gaunas había ascendido a la Liga Femenina 2 en la temporada 2010-11 desde la Primera Nacional, donde llevaba compitiendo desde 2001.
En la temporada 2013-14, obtiene el cuarto puesto en la fase de ascenso de Liga Femenina 2. Al ampliarse de 12 a 14 las plazas disponibles en Liga Femenina 2014-2015, obtiene una de las plazas vacantes tras la desaparición de Beroil Ciudad de Burgos y la renuncia de C. D. Alcobendas.

### Ascenso a Liga Femenina
En la primera temporada en máxima categoría termina penúltima de la tabla, evitando su descenso por la inscripción del Rivas Ecópolis (7.ª de la tabla) en LF2 para la temporada siguiente. En la temporada 2015-16, logra acabar a 2 puntos del descenso a final de liga. Mucho mejor desempeño tendrá en la temporada 2016-17 en la que las de Logroño quedarán séptimas con 13 partidos de 26 ganados, casi tantos como las dos temporadas anteriores juntas (6 en 2014-15 y 8 en 2015-16).
En la temporada 2017-18 no podrían mantener el buen ritmo y acabarían en descenso empatadas a puntos con el C. D. Zamarat, que tenía mejor diferencia de puntos.

### Descenso a LF2
En la primera temporada de vuelta en LF2 en 2018-19, el conjunto logroñés quedaría campeón del Grupo B de la liga regular y del Grupo 2 de la Fase Final. Su partido de ascenso fue contra el R. C. Celta Zorka, campeonas del Grupo A de la liga regular y subcampeonas del Grupo 1 de la Fase Final, a las que ganaron en el Pabellón Ríos Tejera (Santa Cruz de Tenerife) por 54-85.

### Nuevo ascenso a máxima categoría
En su vuelta a Liga Femenina para la temporada 2019-20, vieron como la Pandemia de COVID-19 en España obligó a finalizar la liga prematuramente, aunque no hubo descensos, que de igual manera no afectó a las del C. D. Promete al estar en media tabla.
Para la siguiente temporada volvieron a tener un desarrollo correcto, quedando a media tabla para el final de liga. Nuevamente en la temporada 2021-22, las de Logroño no tendrían mal desempeño pero no alcanzaron puestos que les permitiesen optar los PlayOffs de final, quedando en el 11.º puesto.

### Desaparición
Al final de la temporada, la dirección del C. D. Promete, perteneciente a la Fundación Promete, muy afectada durante la pandemia de COVID-19, anunció su desaparición y la cesión de su estructura y material deportivo al proyecto deportivo heredero, Unibasket Logroño. El nuevo club se funda en 2022 con el objetivo de continuar su labor de cantera y convertirse en el referente del baloncesto femenino en La Rioja.